# Tim Brown (Eiskunstläufer)
Timothy Tuttle "Tim" Brown (* 24. Juli 1938 in Loup City, Nebraska; † 14. September 1989 in San Francisco, Kalifornien) war ein US-amerikanischer Eiskunstläufer, der international im Einzellauf startete.
Er wurde 1957 und 1958 Vize-Weltmeister hinter seinem Landsmann David Jenkins und gewann 1959 Bronze. Bei den Olympischen Spielen 1960 wurde er Fünfter. 1961 sollte er an der Weltmeisterschaft teilnehmen, musste aber wegen einer Grippe absagen und entging somit dem Todesflug der US-Mannschaft, der später zur Absage der Weltmeisterschaft führte.
Brown bestritt auch im Eistanz Wettbewerbe mit seiner Eistanzpartnerin Susan Sebo. Sie wurden Zweite bei den US-Meisterschaften 1958.
Nach seinem Rücktritt studierte er Zoologie und später Medizin. Tim Brown verstarb 1989 an AIDS.

## Ergebnisse

### Einzellauf
| Wettbewerb / Jahr                | 1957 | 1958 | 1959 | 1960 | 1961 |
| -------------------------------- | ---- | ---- | ---- | ---- | ---- |
| Olympische Winterspiele          |      |      |      | 5.   |      |
| Weltmeisterschaften              | 2.   | 2.   | 3.   |      |      |
| US-amerikanische Meisterschaften | 2.   | 2.   | 2.   | 2.   | 3.   |

### Eistanz
(mit Susan Sebo)
| Wettbewerb / Jahr                | 1958 | 1959 |
| -------------------------------- | ---- | ---- |
| US-amerikanische Meisterschaften | 3.   | 4.   |